# Nissan Cherry
Nissan Cherry var en personbilsmodel fra den japanske bilfabrikant Nissan. Bilen blev i Europa frem til 1982 primært solgt under varemærket Datsun.

## Første generation (E10)
I sommeren 1972 (i Japan efteråret 1970) introduceredes i Europa den første Cherry med modelkoden E10 i karrosseriformerne to- og firedørs sedan, coupé og tredørs stationcar. Bilen var den første Nissan-model med forhjulstræk. E10 var udstyret med motorer fra A-serien (stødstangsmotorer) som 100A med 1,0 liter (33 kW/45 hk) og 120A på 1,2 liter (38 kW/52 hk), hvor den største motor i første omgang var forbeholdt coupémodellen, som på andre markeder også fandtes med dobbelt karburator og 59 kW/80 hk.

## Anden generation (F10)
Efterfølgeren, F10, kom på markedet i foråret 1975 som Cherry F-II. I grundkonstruktion og modeludvalg havde modellen kun forandret sig lidt − bilerne var kun lidt større i dimensionerne. Stationcaren fandtes også som "Panel Van", altså varebil uden sideruder bagi. Teknisk set var F10 baseret på E10; begge modeller blev på nogle markeder solgt sideløbende med hinanden. Med F10-modellen kom Cherry også til Canada og USA. Modellen var udstyret med 1,4-litersmotorer fra A-14-serien.

## Tredje generation (N10)
Ved næste modelskifte (N10) i sommeren 1978 blev modelprogrammet ændret. Modellen fandtes nu som tre- og femdørs hatchback, tre- og femdørs stationcar, tredørs coupé og tredørs varebil (uden sideruder bagi). I den første tid havde modellen motorer fra A-serien, bl.a. på 1,2 liter/52 hk.
Ved faceliftet mod slutningen af 1980 fik N10 en 1,3-liters aluminiumsmotor (OHC) med 44 kW/60 hk. I Japan hed modellen Nissan Pulsar, og versionerne med stærkere motorer Langley.

## Fjerde generation (N12)
Den sidste i Europa som "Cherry" betegnede modelserie med modelkoden N12 kom på markedet i efteråret 1981. Modellen kunne fås med 1,3- (44 kW/60 hk) og 1,5-liters (55 kW/75 hk) benzinmotor eller en 1,7-liters (40 kW/54 hk) dieselmotor. På basis af N12 opstod et joint venture mellem Nissan og Alfa Romeo, hvilket resulterede i modellen Arna hhv. i Østrig Nissan Cherry Europe. I Japan hed modellen fortsat Nissan Pulsar, mens en firedørs sedan blev solgt under navnet Nissan Liberta Villa.
I slutningen af 1986 blev Cherry, som til sidst også fandtes i en yderligere version med 1,6-liters (54 kW/73 hk) katalysatormotor, taget af programmet uden efterfølger. Derfor blev 1,3-litersmotoren overført til Sunny-serien (N13) som basismotor, dog uden katalysator.